# Gheorghe Popovici (pictor)

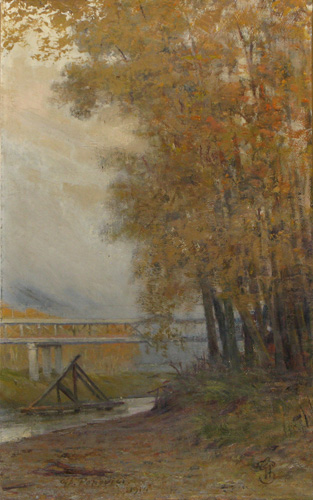
Gheorghe Popovici - Vedere de pe podul peste Moldova,
ulei pe pânză, semnat, datat 1914.

Gheorghe Popovici (n. 5 octombrie 1859, Iași - d. 24 februarie 1933, Iași) a fost un pictor și desenator român, reprezentant al academismului.
Copilăria și-a petrecut-o în orașul natal, pe strada Hotin.

## Studii
Studiile medii le-a terminat la Școala "Trei Ierarhi". A urmat apoi cursurile Gimnaziului "Alexandru cel Bun" și ale Școlii de Arte Frumoase din Iași, absolvind în 1883. Datorită talentului său, a obținut din partea statului o bursă pentru a se pregăti la Roma și Paris (unde l-a avut ca profesor pe Léon Bonnat), și a studiat serios pictura, însușindu-și, în același timp, și o cultură artistică solidă, pe lângă tehnicile artistice și studiul culorilor.
După ce s-a întors în țară, a fost numit profesor la Catedra de pictură și compoziție de la Școala de Arte Frumoase din Iași. Între 1911 și 1929, Gheorghe Popovici a fost directorul acestei instituții de învățământ.
În cei 30 de ani de profesorat, de la 1899 la 1929, a avut ca elevi viitori pictori ca Nicolae Tonitza, Max W. Arnold, Ștefan Dimitrescu, Camil Ressu, Aurel Băeșu, Nutzi Acontz, Adam Bălțatu ș.a.
O vreme a fost și director al Pinacotecii ieșene, care cu timpul a devenit Muzeu de Artă. La sfârșitul Primului Război Mondial, când România a «trimis» Tezaurul României la Moscova, Gheorghe Popovici a ascuns lucrările celebre din Pinacoteca ieșeană. Când delegatul Gării Iași s-a prezentat la muzeu, să ridice exponatele, Gheorghe Popovici nu era prezent, astfel că trenul a plecat spre Moscova fără operele de artă de la Iași.

## Opera

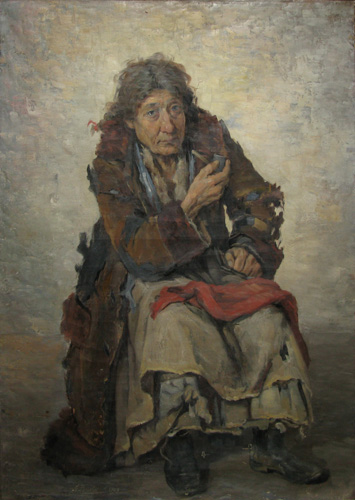
Gheorghe Popovici - Ţigancă,
ulei pe pânză, semnat, datat 1893.

Privită în ansamblul ei, opera artistică a lui Gheorghe Popovici este unitară și armonioasă. El a preferat pictura în ulei pe suprafețe întinse, compozițiile de mari dimensiuni.
A expus foarte puțin, lucrările lui aflându-se în muzeele din țară, în special la Iași.
- Execuția lui Horia (realizat între 1898 și 1900), înfățișează momentul în care se pregătea tragerea pe roată a celui care s-a răsculat împotriva nedreptei orânduiri feudale.[3]
- În 1926, Gheorghe Popovici a realizat picturile murale la Palatul Mitropolitan din Iași. Ies în evidență două mari compoziții în ulei: Sinodul de la Niceea și Sinodul de la Iași.[3]
- Arcașii lui Ștefan cel Mare,
- După răscoale,
- Urgia războiului,
- Invalidul,
- Sătui și flămânzi,
- Cor de copii.
- Doi călugari,
- Față bisericească,
- Cu ajunul,
- Ghicitoarea,
- Autoportret (1882),
- Autoportret (1928),
- Portretul doctorului Panait Zosin,
- Portretul soției artistului,
- Moș Vasile,
- Cap de copil,
- Dumitrițe,
- Prune brumării,
- Vedere din parcul de la Cucuteni,
- Vedere de pe podul de peste Moldova,
- Iarna,
- Țărancă la izvor,
- Țigancă.

## Sfârșitul
Pictorul Gheorghe Popovici a încetat din viață la 24 februarie 1933, în Iași și a fost înmormântat la Cimitirul Eternitatea din Iași.